# Ludwig Vacatko

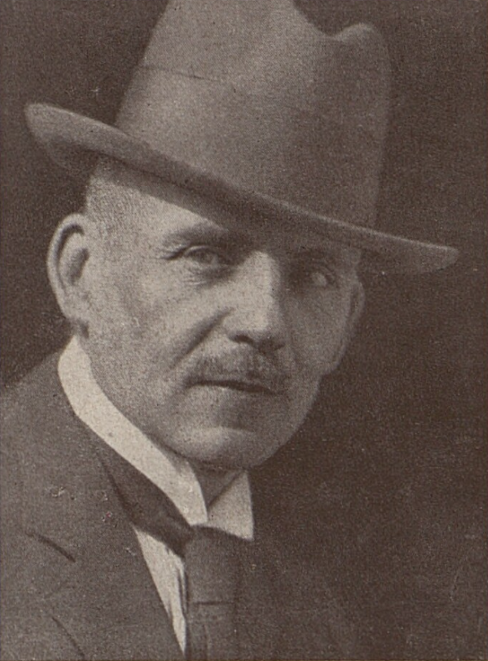
Ludwig Vacatko, 1927

Ludwig Vacatko (Ludvík) (* 19. August 1873 in Simmering bei Wien; † 26. November 1956 in Kunvald) war ein österreichisch-tschechischer Maler, Grafiker und Bildhauer des Jugendstils.

## Leben und Karriere
Seine Eltern wollten für ihren Sohn eine Karriere als Offizier. Nach dem Abschluss der Militärschule arbeitete Ludwig Vacátko als Professor für Zeichnen an der Prager Kadettenschule. Nachdem er die Armee verlassen hatte, widmete er sich ganz der Kunst und spezialisierte sich auf die Anatomie der Tiere.
Er verbrachte Studienaufenthalte in Paris und Wien.
1901 studierte Vacatko an der Akademie der Bildenden Künste München bei Professor Sándor Wagner.
1905 nahm er an der IX. Internationalen Kunstausstellung im Glaspalast in München teil und 1906 an der XXXIX. Ausstellung der Vereinigung bildender Künstler Österreichs im Gebäude der Secession. 1907 nahm Vacatko an der XXIII. Ausstellung des Hagenbund in den Räumen des Künstlerbundes in Wien teil.
Er gab dem tschechischen Maler Jindrich Prucha Privatunterricht. Luděk Marold wählte Vacatko als Assistenten bei der Erstellung des Panoramas Schlacht bei Lipan. Vacatko gestaltete 1915 das Titelblatt für die Zeitschrift Jugend Heft Nr. 46. 1928 veröffentlichte er das Buch Tier Malerei. 1943 zog er nach Kunvald, wo er bis zu seinem Tod 1956 lebte.
Das wiederkehrende Motiv im Werk von Vacatko sind Pferde und unbekleidete Männer.

## Arbeiten in Museen
- Landwirtschaftsmuseum Národní zemědělské muzeum, Prag